# Abbaye d'Arbroath
L'abbaye d'Arbroath est une abbaye bénédictine en ruines d'Arbroath en Écosse fondée en 1178 par le roi Guillaume Ier d'Écosse. Ce site est un des symboles de la cause nationaliste écossaise.

## Historique
En 1178, à son retour de captivité, le roi Guillaume Ier d'Écosse (1143-1214) fonde ce prieuré en hommage à son ami d'enfance l'archevêque de Cantorbéry Thomas Becket (1117-1170). La construction est achevée en 1233. 
Le 6 avril 1320, la déclaration d'Arbroath y est rédigée et signée, puis expédiée au pape Jean XXII exilé à Avignon (déclaration d'indépendance de l'Écosse). 